# Ню-Лосдрехт
Ню-Лосдрехт (нід. Nieuw-Loosdrecht) — село в нідерландській провінції Північна Голландія. Входить до муніципалітету Вейдемерен.
Його площа — 11,79 км², а населення станом на 2021 рік становило 6950 осіб.
Перша згадка про населений пункт датується 1415 роком.

## Галерея

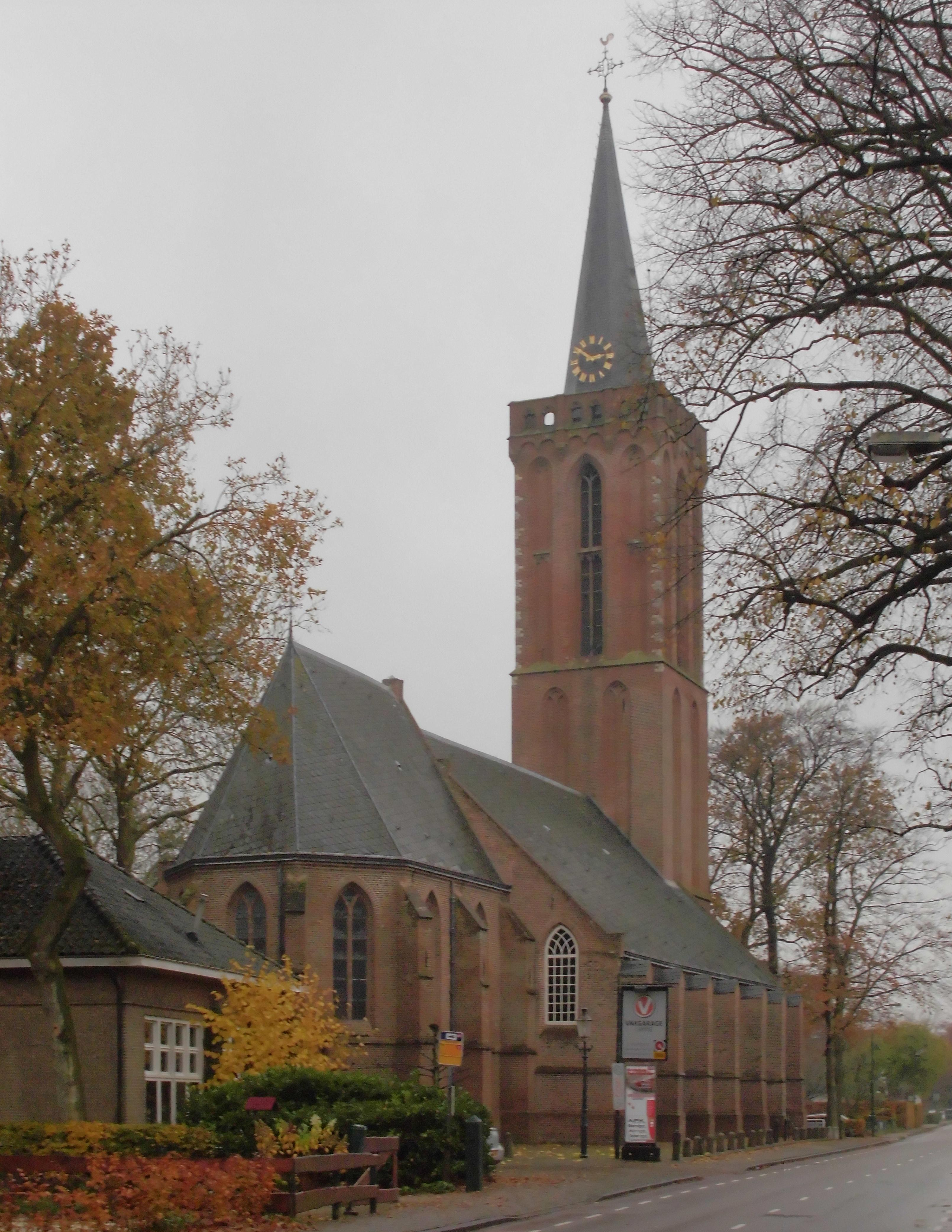
Реформістська церква
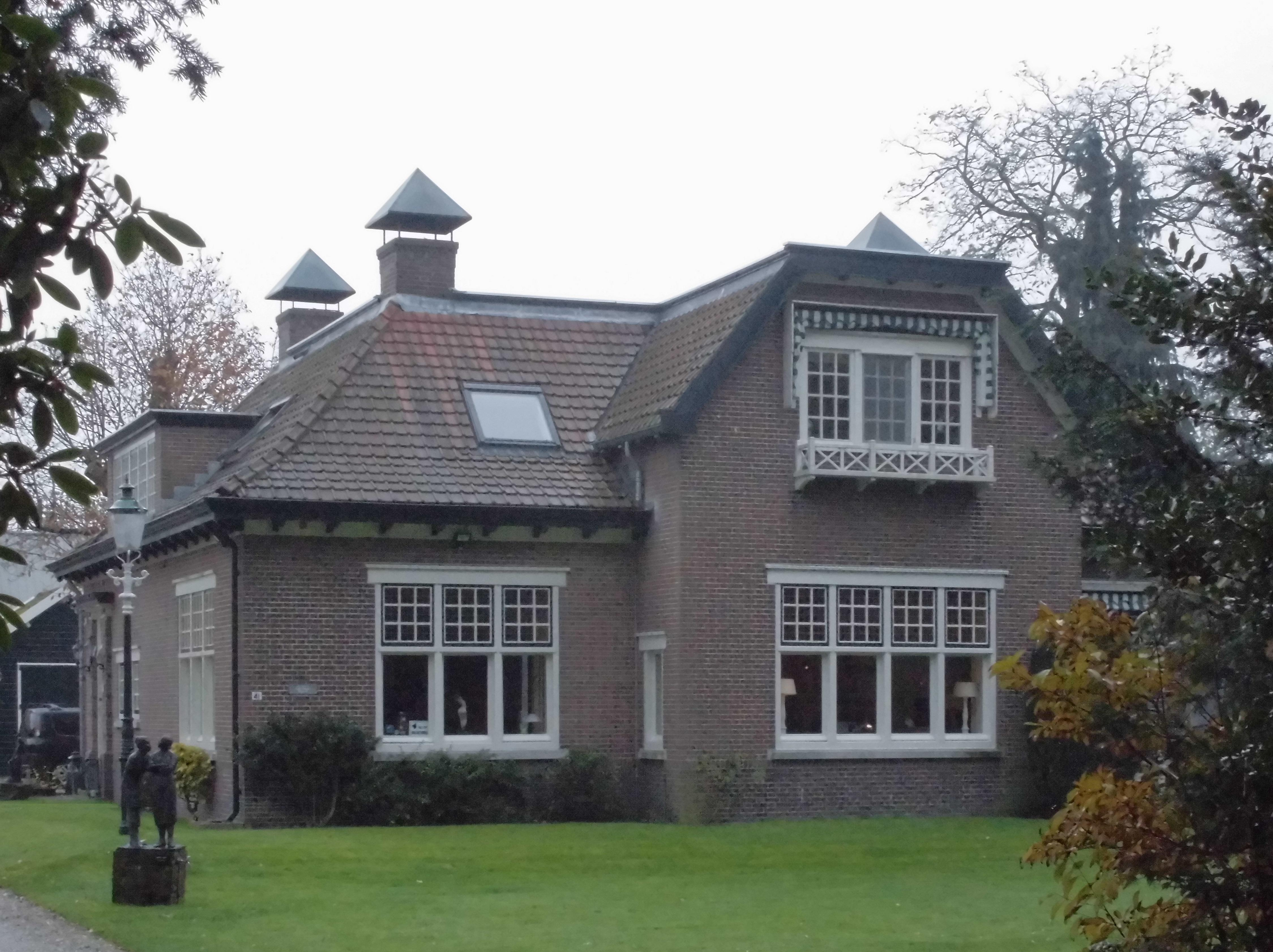
Будинок у Ню-Лосдрехті